# Terroles
Terroles es una pequeña localidad y comuna francesa, situada en el departamento del Aude en la región de Languedoc-Roussillon, a unos 600 metros de altitud sobre el nivel del mar. 
A sus habitantes se les conoce por el gentilicio Terrolais.

## Demografía
| 33 | 34 | 23 | 31 | 22 | 15 |
| Para los censos de 1962 a 1999 la población legal corresponde a la población sin duplicidades (Fuente: INSEE [Consultar]) |    |    |    |    |    |

(Población sans doubles comptes según la metodología del INSEE).